# Eurasiáticos (ascendência mista)
 Um eurasiano ou eurasiático é uma pessoa de ascendência asiática e europeia mista.

## Visão geral
O termo eurasiano surgiu na Índia britânica em meados do século XIX. O termo foi originalmente usado para se referir àqueles hoje conhecidos como anglo-indianos, isto é pessoas de descendência mista britânica e indiana . Além dos britânicos, muitos eram  descendentes de portugueses, neerlandeses, irlandeses ou, mais raramente, franceses . O termo tem sido utilizado na literatura antropológica desde os anos sessenta.

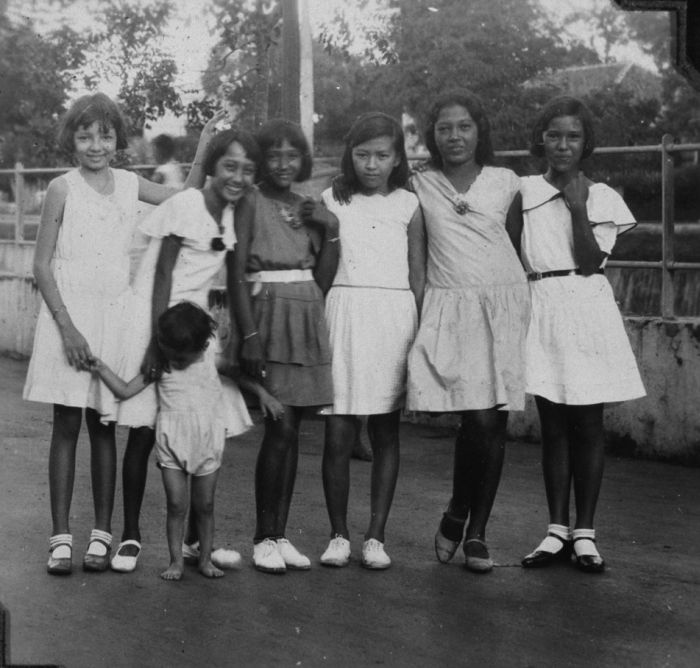
Grupo de raparigas Eurasiáticas na Indonésia entre 1925 - 1930

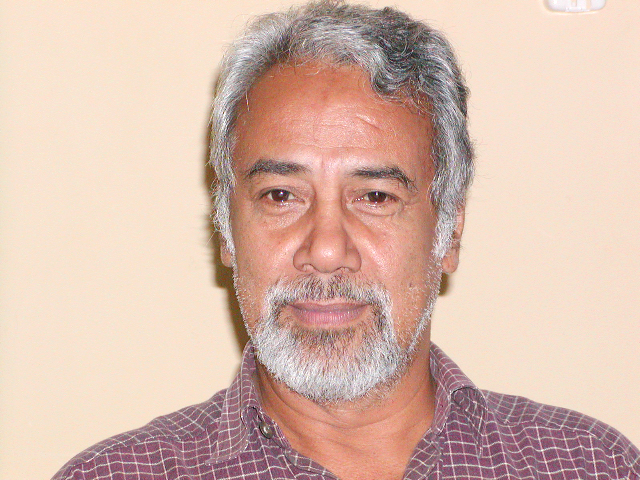
Xanana Gusmão, primeiro Presidente de Timor-Leste.

A colonização europeia abrangendo vastas áreas do sudeste da Ásia levou ao crescimento de populações Eurasiáticas, particularmente na Indonésia, Malásia, Singapura, Timor-Leste, Vietname e Filipinas . A maioria dos eurasianos no sudeste da Ásia formou comunidades separada dos povos indígenas e dos colonizadores europeus, servindo como intermediários entre os dois. Eurasianos pós-coloniais podem ser encontrados em praticamente todos os países do sudeste da Ásia, principalmente nas Filipinas devido aos 333 anos de colonização espanhola, 4 anos de colonização britânica e 49 anos de ocupação americana, o que dá ao país os 382 anos mais longos e ininterruptos exposição europeia no sudeste da Ásia. Enquanto a Birmânia foi colonizada pelos britânicos durante 124 anos, os franceses controlaram a Indochina durante 67 anos, os britânicos controlaram a Malásia durante 120 anos, os portugueses durante 130 anos, os neerlandeses controlaram a Indonésia durante 149 anos depois da breve presença de Portugal.
A comunidade eurasiática da Indonésia desenvolveu-se ao longo de 400 anos, inicialmente com uma ascendência indonésia maioritariamente portuguesa e terminou com uma ascendência neerlandês-indonésia dominante, após a chegada da Companhia Neerlandesa das Índias Orientais na Indonésia em 1603 e quase sob o domínio neerlandês até à Ocupação japonesa da Indonésia na Segunda Guerra Mundial.
Indo é um termo para europeus, asiáticos e eurasiáticos que era uma população migrante que se associou e absorveu muito da cultura colonial das antigas Índias Orientais Holandesas, uma colónia neerlandesa no sudeste da Ásia que se tornou na Indonésia após a Segunda Guerra Mundial .  Era usado para descrever pessoas reconhecidas como descendentes de neerlandeses e indonésios, ou era um termo usado nas Índias Orientais holandesas para europeus de ascendência asiática parcial. A ascendência europeia dessas pessoas era predominantemente neerlandesa, e também portuguesa, britânica, francesa, belga, alemã e outras.

#### Malásia
Existem mais de 29.000 eurasianos na Malásia, a grande maioria dos quais descendentes de portugueses.

No Este da Malásia, o número exato de eurasianos é desconhecido. Estudos recentes de DNA de Stanford descobriram que 7,8% das amostras de Kota Kinabalu têm cromossomas europeus. 

#### Mianmar (Birmânia)
A primeira comunidade eurasiática da Birmânia vem das relações entre aventureiros e prisioneiros portugueses e mulheres indígenas durante a dinastia Toungoo, no século XVI. A comunidade recebeu terras em troca de serviço militar no Exército Real da Birmânia. A comunidade cresceu com aventureiros franceses, neerlandeses e ingleses, mercenários ou cativos. No século 18, um grande grupo de marinheiros e soldados franceses capturados foi pressionado a servir o exército real, recebeu esposas locais e estabeleceu-se localmente. 

#### Vietname
No último censo oficial na Indochina francesa, em 1946, havia 45.000 europeus no Vietname, Laos e Cambodja - dos quais um quinto era eurasiano. Muitos dos negócios de homens estrangeiros no sudeste da Ásia eram realizados por mulheres locais, que atuavam em relações sexuais e mercantis com comerciantes estrangeiros do sexo masculino. Uma vietnamita de língua portuguesa e malaia, que viveu em Macau muito tempo, tempo foi a primeira intérprete na reunião diplomática entre Cochin-China e uma delegação neerlandesa, atuou como intérprete por três décadas no tribunal de Cochin-China com uma idosa casada com três maridos, um vietnamita e dois portugueses. O intercâmbio  cosmopolita foi facilitado pelo casamento de mulheres vietnamitas com comerciantes portugueses. As vietnamitas eram casadas com  portugueses que viviam em Macau, tornado-se assim, fluentes em malaio e português. Alexander Hamilton disse que "os Tonquiners desejavam ter uma ninhada de europeus no seu país, razão pela qual os nobres mais influentes não viam vergonha ou desgraça casar as filhas com marinheiros ingleses e neerlandeses, durante o tempo que ficassem em Tonquin, e muitas vezes retribuiam aos genros presentes generosos à partida,  especialmente se estes  deixavam as esposas grávidas ou com filhos; mas o adultério era perigoso para o marido, pois os locais eram peritos na arte de envenenar."
Exemplos notáveis do povo euro-asiático de Hong Kong incluem Nancy Kwan, que já foi um símbolo sexual de Hollywood, de pai cantonês e mãe inglesa e escocesa, Bruce Lee, um ícone artista de artes marciais nascido de pai cantonês e mãe eurasiática, e nascida em Macau a atriz Isabella Leong, de pai português-inglês e mãe chinesa. O neerlandês judeu Charles Maurice Bosman era pai dos irmãos Sir Robert Hotung e Ho Fook, o avô de Stanley Ho. O número de pessoas identificadas como "Misturadas com um dos progenitores chineses" de acordo com o Censo de Hong Kong em 2001 foi de 16.587, que aumentou para 24.649 em 2011.

#### Macau
O primeiro grupo étnico macaense era formado de portugueses com mulheres malaias, japonesas, indianas e cingalesas. Os portugueses incentivaram a migração chinesa para Macau, e a maioria dos macaenses em Macau foi formada entre portugueses e chineses. Em 1810, a população total de Macau era cerca de 4,033 dos quais 1,172 eram homens brancos, 1,830 eram mulheres brancas, 425 escravos masculinos e 606 escravas. Em 1830, a população aumentou para 4,480 e a repartição foi de 1.202 homens brancos, 2,149 mulheres brancas, 350 escravos do sexo masculino e 779 escravas do sexo feminino. Há motivos para especular que muitas mulheres brancas estavam dalgum modo ligadas à prostituição, o que explicaria a anormalidade na proporção entre homens e mulheres na população branca. A maioria dos primeiros casamentos entre chineses e portugueses ocorreu entre homens e mulheres portugueses de origem Tanka, que eram considerados a classe mais baixa de pessoas na China e tinham relações com colonos e marinheiros portugueses, ou mulheres chinesas de classe baixa. Homens ocidentais como os portugueses eram recusados por mulheres chinesas das classes altas, que não casavam com estrangeiros. Uma baixa minoria eram homens cantoneses e mulheres portuguesas. Homens e mulheres macaenses também casavam com portugueses e chineses, resultando assim que alguns macaenses se tornaram indistinguíveis da população chinesa ou portuguesa. Visto que a maioria da população que migrou para Macau era cantonesa, Macau tornou-se uma sociedade de língua cultural cantonesa e  grupos étnicos tornaram-se fluentes em cantonês. A maioria dos macaenses tinha herança paterna portuguesa até 1974.
Foi apenas na década de 1980 que as mulheres macaenses e portuguesas começaram a casar com homens étnicamente chineses o que resultou em muitos macaenses com ascendência paterna cantonesa. Muitos chineses tornaram-se macaenses simplesmente convertendo-se ao catolicismo, sem ascendência dos portugueses, tendo-se assimilado ao povo macaense uma vez que que eram rejeitados por chineses não cristãos.
Após a restituição de Macau à China em 1999, muitos macaenses migraram para outros países. Das portuguesas e macaenses que ficaram em Macau, muitas casaram-se com homens cantoneses locais, resultando em mais macaenses com herança paterna cantonesa. Existem entre 25.000 e 46.000 macaenses; 5.000 a 8.000 deles vivem em Macau, enquanto a maioria vive na América Latina (principalmente no Brasil), América e Portugal. Ao contrário dos macaenses de Macau, que são estritamente de herança chinesa e portuguesa, muitos macaenses que vivem no exterior não são inteiramente de ascendência portuguesa e chinesa; muitos homens e mulheres macaenses casaram com a população local da América e da América Latina etc. e têm uma herança macaense parcial.
Os japoneses amerasianos (amerasiáticos) em Okinawa e no Japão são principalmente o resultado de soldados americanos europeus e mulheres japonesas. Incluindo um grande número de noivas de guerra. Muitos latino-americanos no Japão (conhecidos em suas próprias culturas como dekasegi) são mistos, incluindo brasileiros de descendência portuguesa, italiana, alemã, espanhola, polaca e ucraniana . No México e Argentina, por exemplo, as pessoas de raça mista entre nikkei e não-nikkei são chamados mestizos de japonés, enquanto no Brasil tanto mestiço de Japonês, ainoko, ainoco ou mesmo Hafu são termos comuns.
Devido ao prolongado contato colonial com Portugal, Países Baixos e Grã-Bretanha, o Seri Lanca tem uma longa história de casamentos entre habitantes locais e colonos. Inicialmente, essas pessoas eram conhecidas como Mestiços, literalmente "pessoas mistas" em português; hoje são classificados coletivamente como Burghers. A Guerra Civil do Seri Lanca levou numerosos Burghers a fugir da ilha. A maioria deles estabeleceu-se na Europa, Américas, Austrália e Nova Zelândia.
Os Burghers portugueses são geralmente descendentes de uma mãe do Seri Lanca e de um pai português. Essa configuração também é o caso dos Burghers neerlandeses. Quando os portugueses chegaram à ilha em 1505, eram acompanhados de escravos africanos. Os Kaffirs são uma mistura de colonos africanos, portugueses e do Seri Lanca. A mistura livre entre os vários grupos de pessoas foi incentivada pelos coloniais. Os Mestiços ou o "Povo Misto" começaram a falar um crioulo conhecido como Crioulo Ceilão-Português. Deriva do português, cingalês e tamil.

#### EUA

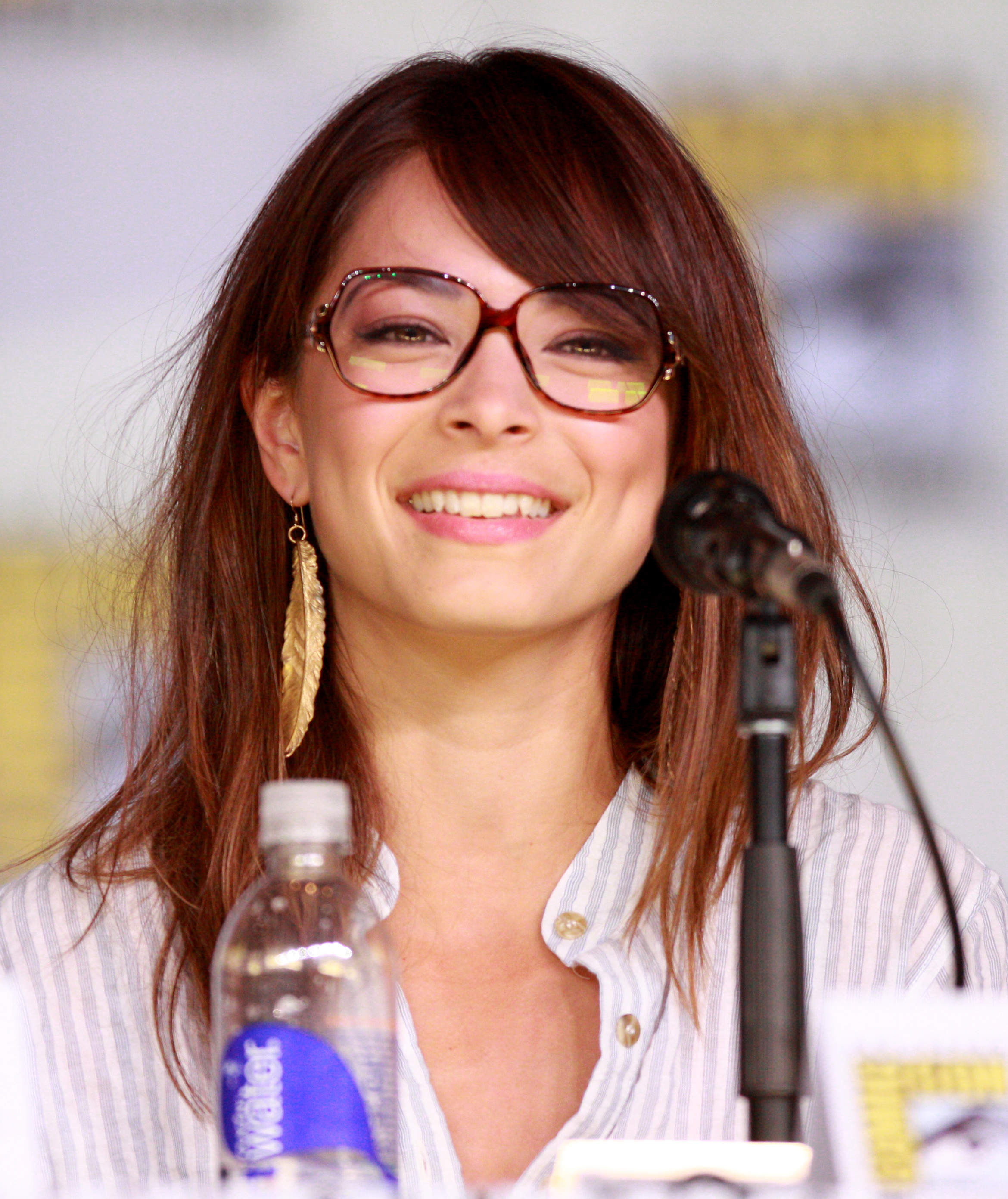
Kristin Kreuk
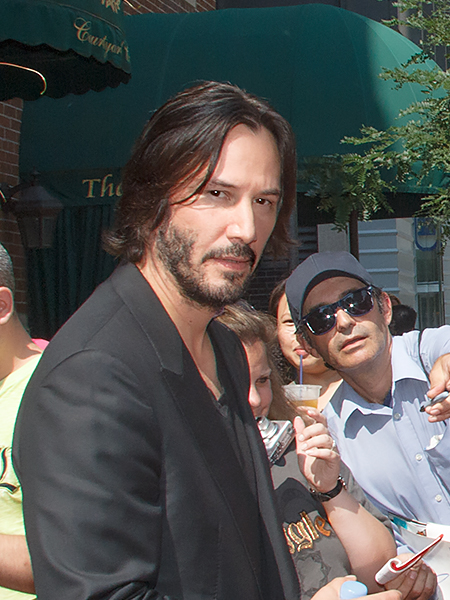
Keanu Reeves
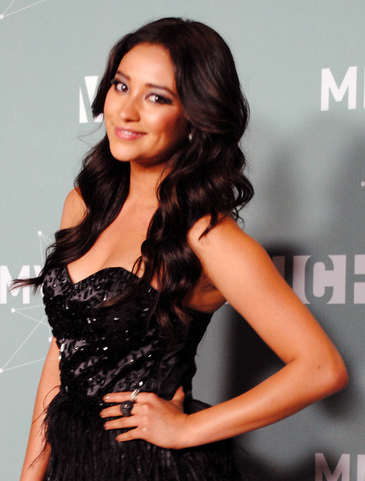
Shay Mitchell
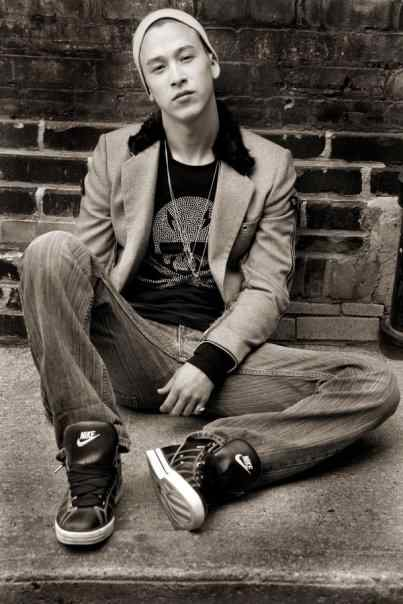
George Nozuka
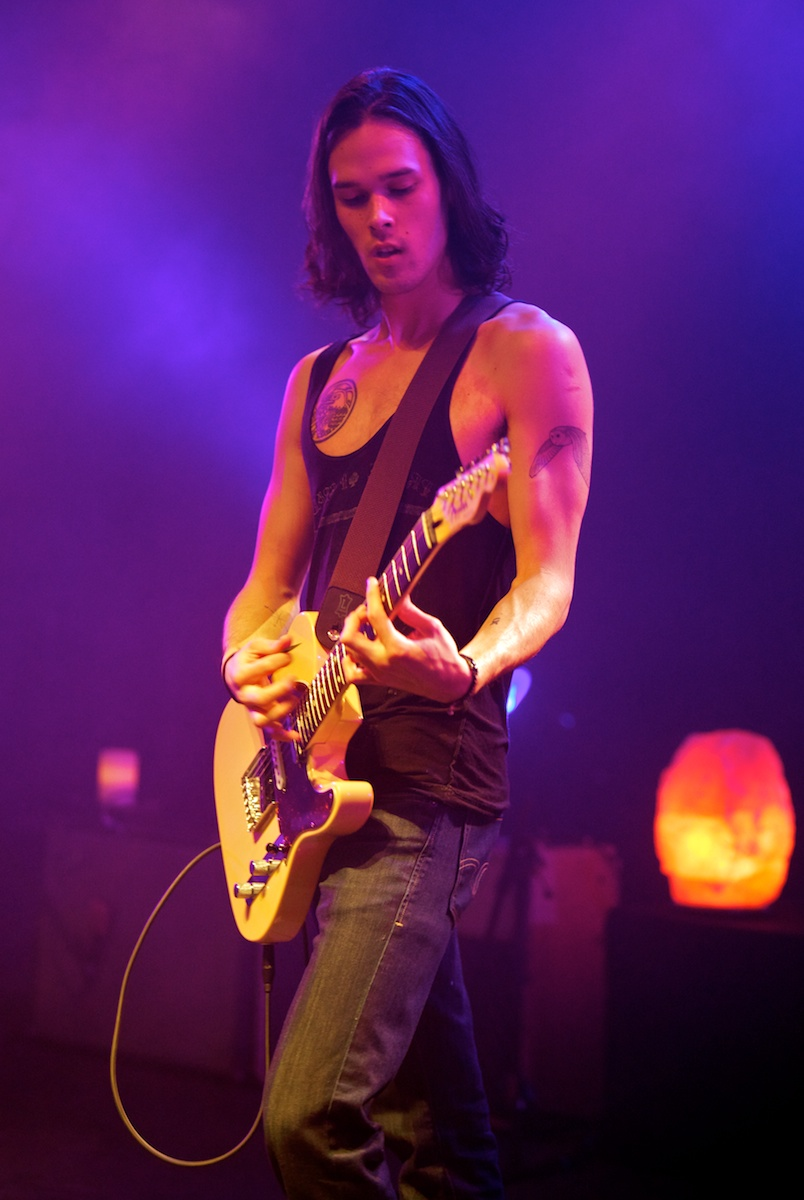
Justin Nozuka

O Censo dos EUA classificou as respostas da Eurásia na secção “Outra raça" como pertencendo à categoria asiática.  As respostas eurasiáticas que o Censo dos EUA reconhece oficialmente são indo-europeias, amerasianas e eurasianas. A partir do censo de 2000, as pessoas foram autorizadas a marcar mais de uma "raça" no censo dos EUA, e muitasidentificaram-se asiáticas e europeias. Definindo eurasianos aqueles que foram marcados como "brancos" e "asiáticos" no censo, havia 868.395 eurasianos nos Estados Unidos em 2000 e 1.623.234 em 2010.
Vinte cinco por cento das mulheres asiáticas americanas casadas têm cônjuges brancos, mas 45% das mulheres americanas asiáticas em coabitação estão com homens americanos brancos. Dos homens asiáticos que coabitam, cerca de 37% têm parceiras brancas e 10% são casados com mulheres brancas. As mulheres americanas asiáticas e os americanos asiáticos vivem com um parceiro branco, 40% e 27%, respectivamente (Le, 2006b). Em 2008, dos novos casamentos, incluindo um homem asiático, 80% eram com cônjuge asiático e 14% com cônjuge caucasiano; dos novos casamentos envolvendo uma mulher asiática, 61% eram com cônjuge asiático e 31% com cônjuge caucasiano.

#### Brasil
As estimativas comuns geralmente incluem cerca de 25 a 35% dos japoneses brasileiros como multirraciais, sendo geralmente acima de 50 a 60% entre os yonsei ou quarta geração fora do Japão. No Brasil, lar da maior comunidade japonesa no exterior, a miscigenação é comemorada e promoveu a integração racial e a mistura ao longo dos séculos XIX e XX, no entanto, como forma de lidar e assimilar a população não-branca, submetida às elites brancas, sem perigos de revoltas que colocariam seu status quo em risco. Embora o choque cultural tenha sido forte para a primeira e a segunda geração de brasileiros japoneses, e as condições de vida nas fazendas (fazendas) após a crise da escravidão às vezes fossem piores do que na Ásia, o Brasil estimulou a imigração como meio de substituição da força de trabalho perdida, e quaisquer dúvidas sobre a não-brancura dos japoneses foram esquecidas. Depois d Japão se tornar numa das nações mais ricas e desenvolvidas do mundo, os japoneses no Brasil ganharam uma imagem de progresso, em vez da antiga má percepção de um povo que não seria assimilado ou integrado como  cultura e raça, considerados diametralmente opostos aos brasileiros.
Nos censos, amarelos autorreferidos (literalmente "amarelos", isto é, Mongóis, racialmente asiáticos) incluem cerca de 2.100.000 pessoas, ou 1% da população brasileira. Um número maior de pessoas pode ter ascendência japonesa e menos comum chinesa e coreana, identificando-se branca, pardo (isto é, ameríndio multirracial ou assimilado de pele castanha, pardo é um brasileiro mais escuro que branco e mais claro que o preto, não necessariamente implicando mistura branco-preto) ou afro-brasileiro . No que diz respeito à religião, os brasileiros relatados na Ásia são ligeiramente menos religiosos do que brancos e um pouco mais católicos que os ameríndios. Os brasileiros asiáticos têm a maior renda per capita de acordo com o censo de 2010.